# مستوى تشغيل
مصطلح  مستوى تشغيل (بالإنجليزية: Runlevel) يشير إلى وضع التشغيل في أحد أنظمة التشغيل التي حاكت تصميم نظام يونكس الخامس. مستويات التشغيل تحدد ما هي الخدمات أو العمليات التي ينبغي أن تعمل على النظام. تقليديا هناك 7 مستويات تشغيل، مرقمة من صفر إلى ستة، تبدأ بإيقاف التشغيل وتنتهي بإعادة التشغيل. يستخدم أحيانا الحرف "S" كإشارة لأحد هذه المستويات.
مستويات التشغيل مختلفة فكل مستوى له خصائصه كالتالي:
- مستخدم واحد فقط
- تعدد المستخدمين بدون اتصال بالشبكة.
- تعدد المستخدمين مع اتصال بالشبكة.
- اغلاق النظام
- إعادة تشغيل النظام

## مستويات التشغيل القياسية
| المعرف | الاسم           | الوصف               |
| ------ | --------------- | ------------------- |
| 0      | Halt            | اغلاق النظام.       |
| S      | وضع مستخدم وحيد | بدون اتصال بالشبكة  |
| 6      | Reboot          | اعادة اقلاع النظام. |

### دبيانلينكس
دبيان، ومعظم التوزيعات المعتمدة عليه، مثل اوبنتو لايميز بين مستويات التشغيل من 2 إلى 5.
| رقم المستوى | وصف                                                                |
| ----------- | ------------------------------------------------------------------ |
| 0           | اغلاق النظام                                                       |
| 1           | وضع مستخدم وحيد                                                    |
| 2-5         | كامل، تعدد مستخدمين مع واجهة رسومية ان كانت مثبتة، واتصال بالشبكة. |
| 6           | اعادة تشغيل النظام                                                 |